# Josef Macháček (1944)
Josef Macháček (* 2. března 1944 Soběslav) je český stavební inženýr a vysokoškolský učitel.

## Život
Narodil se 2. března 1944 v jihočeské Soběslavi. V roce 1967 dokončil Fakultu stavební ČVUT. Až do roku 1971 pracoval jako vědecký asistent ve Kloknerově ústavu ČVUT. Mezi lety 1971 až 1990 zde pokračoval v práci i nadále. Věnoval se výzkumu v oblasti stability tenkostěnných ocelových konstrukcí a v oblasti spřažených ocelobetonových konstrukcí. Na fakultě pracuje celý život.
V roce 1991 získal titul docenta a o dva roky později titul profesor. Mezi lety 1994 až 1997 působil jako proděkan pro zahraniční styky a vnější vztahy. Ve 21. století zastával dvě funkční období ve funkci prorektora ČVUT pro rozvoj.  

### Členství
- EUCEET (European Civil Engineering Education and Training), člen Steering Committee;
- Člen komisí pro obhajoby diplomových, doktorandských, kandidátských a habilitačních prací;
- Dříve člen AECEF, IABSE, ECCS.